# 本田安次
本田 安次（ほんだ やすじ、1906年3月18日 - 2001年2月19日）は、日本の芸能研究者。早稲田大学名誉教授。

## 来歴
福島県本宮町（現・本宮市）生まれ。1929年早稲田大学文学部英文科卒業。宮城県立石巻中学校教諭、1943年『山伏神楽・田楽』『能及狂言考』で藝能学会賞受賞、1949年早稲田大学付属高等学院教諭・同大学文学部講師（－1960年）、1950年文化財保護審議会専門委員（－1986年）、1954年『霜月神楽之研究』で芸術選奨文部大臣賞受賞、東京都文化財専門委員（－1974年）、1960年早稲田大学教育学部教授、「神楽の研究」で早大文学博士、1967年紫綬褒章受章、1971年日本民俗芸能協会会長、1972年河北文化賞受賞、1973年早稲田大学大隈記念学術褒章、1975年『日本の民俗芸能』全5巻で再度芸術選奨文部大臣賞受賞、1976年勲三等瑞宝章受章、早大を定年退職、成城大学講師（－1979年）、1981年日本口承文芸学会会長（－1983年）、1987年民俗芸能協会名誉会長、1990年芸能学会会長（－1992年）、1991年伝統文化ポーラ大賞、1992年『沖縄の祭と芸能』で柳田賞、1995年文化功労者。 
神楽をはじめとする地方民俗芸能の研究に一生を捧げ、高い評価を受けている。著作集全20巻がある。

## 著書
- 陸前浜乃法印神楽 私家版, 1934
- 山伏神楽・番楽 斎藤報恩会, 1942
- 能及狂言考 丸岡出版社, 1943
- 延年資料その他 能楽書林, 1948
- 東京都の郷土芸能 宮尾しげを共著 一古堂書店, 1954
- 霜月神楽之研究 明善堂書店, 1954
- 翁 そのほか 能及狂言考之弐 明善堂書店, 1958
- 図録日本の民俗芸能 朝日新聞社, 1960
- 日本古謡集 未來社, 1962
- 民俗芸能 郷土に生きる伝統 社会思想研究会出版部, 1962 (現代教養文庫)
- 南島採訪記 明善堂書店, 1962
- 奄美の旅 民俗芸能の会, 1964
- 日本の民俗芸能 第1－5 木耳社, 1966－73
- 民俗芸能採訪録 日本放送出版協会, 1971
- 日本の祭と芸能 錦正社, 1974
- 杉並の民俗芸能 杉並区教育委員会, 1974
- 民俗芸能の研究 明治書院, 1983
- 東京都民俗芸能誌 錦正社, 1984
- 伝統芸能の系譜 わたしのアルバム 錦正社, 1986
- 多武峯延年 その台本 錦正社, 1987
- 伊勢神楽歌考 錦正社, 1988
- 日本の伝統芸能 錦正社, 1990
- 神楽歌秘録 錦正社, 1990
- 沖縄の祭と芸能 第一書房, 1991
- アジアの伝統芸能 錦正社, 1992
- 日本の伝統芸能 本田安次著作集 全20巻 錦正社, 1993－2000

## 記念論集
- 芸能論纂 本田安次博士古稀記念会 錦正社, 1976